# Косьцелець-Кольонія
Косьцелець-Кольонія (пол. Kościelec-Kolonia) — село в Польщі, у гміні Мицелін Каліського повіту Великопольського воєводства.
У 1975-1998 роках село належало до Каліського воєводства.